# Eurycope producta
Eurycope producta là một loài chân đều trong họ Munnopsidae. Loài này được G.O. Sars miêu tả khoa học năm 1868.